# Красний Городок (Калузька область)
Красний Городок (рос. Красный Городок) — присілок в Ферзиковському районі Калузької області Російської Федерації.
Населення становить 395 осіб. Входить до складу муніципального утворення Присілок Красний Городок.

## Історія
Від 2004 року входить до складу муніципального утворення Присілок Красний Городок

## Населення
1. Н/Д[2]